# Tristan Boyer
 (juin 2025).
Motif : création prématurée, ne respecte pas les critères du projet tennis
- Archive Wikiwix
- Bing
- Cairn
- DuckDuckGo
- E. Universalis
- Gallica
- Google
- G. Books
- G. News
- G. Scholar
- Persée
- Qwant
- (zh) Baidu
- (ru) Yandex
- (wd) trouver des œuvres sur Wikidata

| 1. | Préciser le motif de la pose du bandeau. | Précisez le motif de la pose du bandeau en utilisant la syntaxe suivante : {{admissibilité à vérifier\|date=août 2025\|motif=remplacez ce texte par le motif}}                     |
| 2. | Informer les utilisateurs concernés.     | Pensez à avertir le créateur de l'article, par exemple, en insérant le code ci-dessous sur sa page de discussion : {{subst:avertissement admissibilité à vérifier\|Tristan Boyer}} |

Tristan Boyer, né le 21 avril 2001 à Altadena, est un joueur de tennis américain, professionnel depuis 2023.

## Biographie
Boyer passe ses études à l’Université de Stanford durant lesquelles il joue au tennis à un niveau universitaire,. En mai 2018, il participe aux Internationaux de France juniors dans le tableau simple. Il est éliminé en huitièmes de finale.

### Carrière professionnelle
En 2023, Boyer fait ses débuts professionnels à l’occasion du tournoi challenger de Savannah, où il atteint la finale. En septembre, il parvient une nouvelle fois en finale d’un challenger, sans toutefois la remporter. En 2024, il remporte son premier titre challenger et atteint le top 200 ATP. Grâce à ces résultats, il reçoit une wild card pour le tournoi double de l’US Open 2024 ; avec son partenaire Emilio Nava (en), il atteint les huitièmes de finale. Il remporte durant l’année deux nouveaux challenger ce qui lui permet d’atteindre la 130e place mondiale en décembre 2024. 
En janvier 2025, il se qualifie pour l’Open d'Australie et affronte l’Argentin Federico Coria pour son premier match. Boyer parvient à le battre en cinq sets,, et atteint le 2e tour face à Alex de Minaur. L’Australien est cependant plus fort et élimine Boyer du tableau. Durant le tournoi, la ville natale de Boyer est en partie ravagée par les incendies de janvier 2025 à Los Angeles ; il dira que ces événements sont « dévastateurs à voir » et qu’ils l’ont impactés dans son jeu. En mars, il est invité à participer au Masters 1000 d’Indian Wells, il parvient à battre au 1er tour Aleksandar Vukic en trois sets avant de s’incliner face à Tommy Paul au tour suivant. 

## Parcours dans les tournois duGrand Chelem

### En simple
| Année | Open d'Australie | Open d'Australie | Internationaux de France | Internationaux de France | Wimbledon | Wimbledon     | US Open | US Open        |
| ----- | ---------------- | ---------------- | ------------------------ | ------------------------ | --------- | ------------- | ------- | -------------- |
| 2023  | —                | —                | —                        | —                        | —         | —             | Q1      | Jesper de Jong |
| 2024  | —                | —                | Q1                       | Hugo Grenier             | Q1        | Lukáš Klein   | Q1      | Joris De Loore |
| 2025  | 2e tour (1/32)   | Alex de Minaur   | Q2                       | Vilius Gaubas            | Q1        | Luka Pavlovic |         |                |

N.B. : à droite du résultat se trouve le nom de l'ultime adversaire.

## Parcours dans lesMasters 1000
| Année | Indian Wells    | Miami | Monte-Carlo | Madrid | Rome | Canada            | Cincinnati         | Shanghai | Paris |
| ----- | --------------- | ----- | ----------- | ------ | ---- | ----------------- | ------------------ | -------- | ----- |
| 2025  | 2e tour T. Paul | —     | —           | —      | —    | 2e tour J. Menšík | 2e tour J. Lehečka |          |       |

N.B. : sous le résultat se trouve le nom de l’ultime adversaire.

## Classements ATP en fin de saison
| Année          | 2018 | 2019 | 2020 | 2021 | 2022 | 2023 | 2024 |
| Rang en simple | 1908 | 1208 | 1000 | 827  | 1475 | 268  | 133  |
| Rang en double | –    | 1465 | 1178 | 1517 | 2510 | –    | 208  |

Source : (en) Classements de Tristan Boyer sur le site officiel de la Fédération internationale de tennis